# Jordanoleiopus ugandicola
Jordanoleiopus ugandicola là một loài bọ cánh cứng trong họ Cerambycidae.